# Roger Gates
Roger Gates (falecido em 1430) foi um cónego de Windsor de 1425 a 1430.

## Carreira
Ele foi educado no Merton College, Oxford e tornou-se Bursar em 1405 e Junior Proctor entre 1408-1409.
Ele foi nomeado:
- Capelão do Rei

Ele foi nomeado para a primeira bancada na Capela de São Jorge, no Castelo de Windsor, em 1425, e ocupou a posição canónica até 1430.